# NGC 4755
NGC 4755（Caldwell 94、Melotte 114）は、みなみじゅうじ座にある散開星団である。その美しさから宝石箱（ほうせきばこ）の名で知られる。

## 概説
みなみじゅうじ座β星の南東方向に位置し、およそ100個ほどの星が集まる若い星団である。赤色超巨星を中心に青白く輝く若い恒星が多数取り囲むその姿は大変美しい。星団の大きさは約20光年。地球からの距離は6,400光年程度と推測されているが、諸説ある。
1751年から1752年にかけて、南アフリカにおいてニコラ・ルイ・ド・ラカーユにより発見され、みなみじゅうじ座のκ星として登録された。その経緯からみなみじゅうじ座κ星星団（κ Crucis Cluster ）とも呼ばれる。宝石箱の名は、ジョン・ハーシェルによって名付けられた。

## 画像

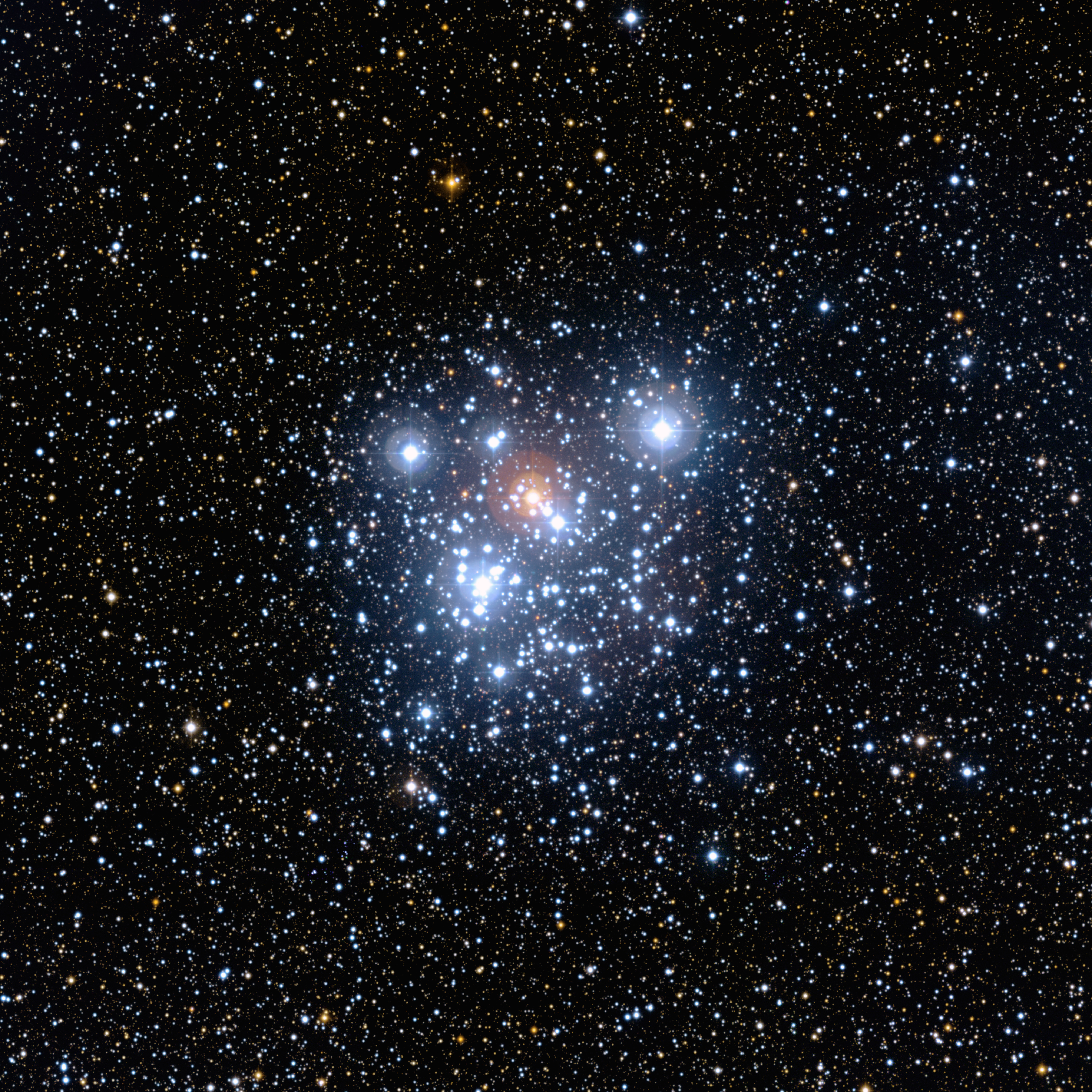
NGC4755 - ヨーロッパ南天天文台（ESO）
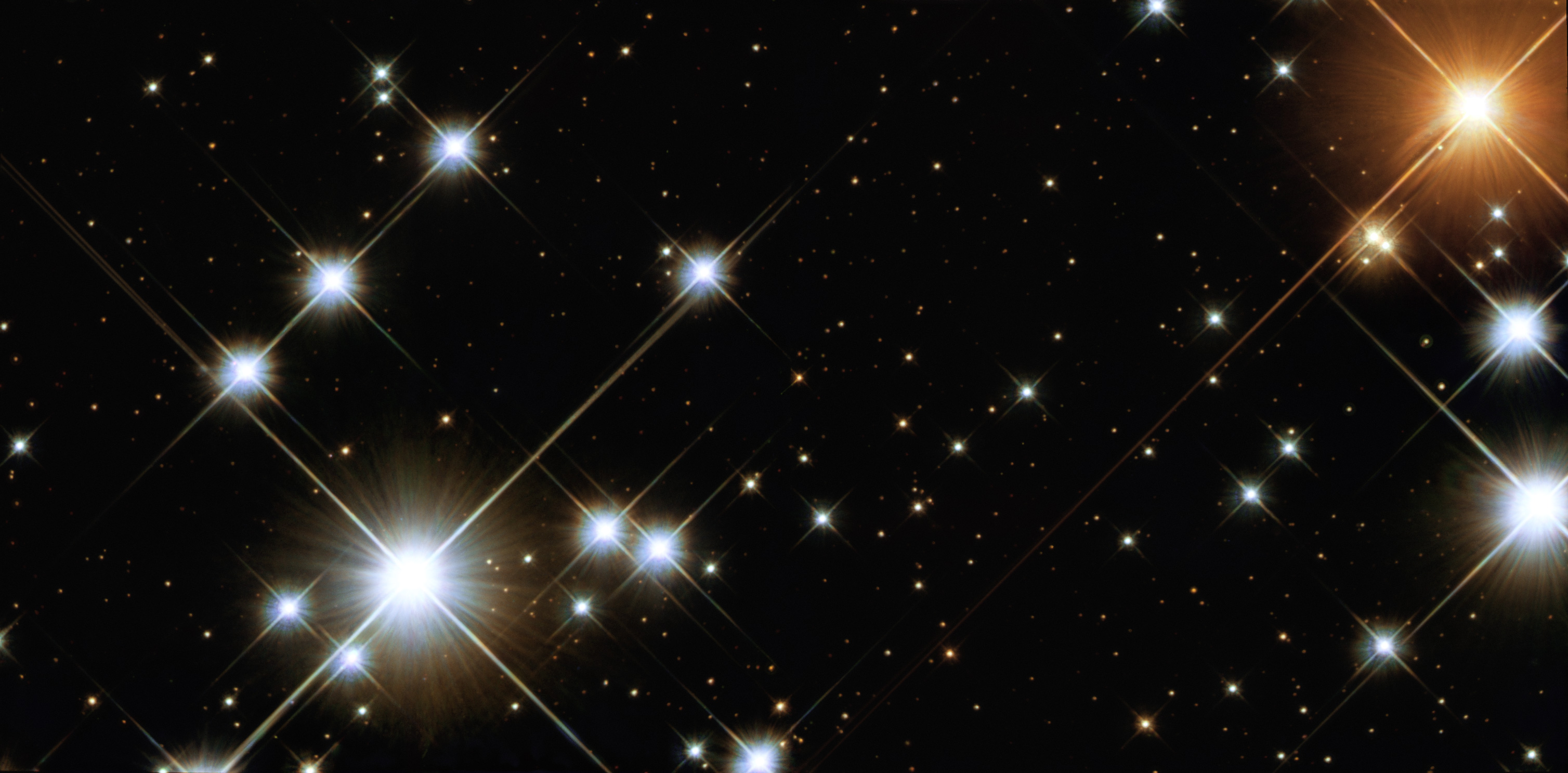
ハッブル宇宙望遠鏡によるNGC4755の一部拡大撮影画像